# Palazzo Tanagli
Palazzo Tanagli è un edificio storico del centro di Firenze, situato in Borgo Albizzi 27.

## Storia e descrizione
L'edificio si presenta nelle belle forme conferitegli dagli interventi cinquecenteschi, anche in questo caso (come per molti edifici che prospettano sulla via) volti a dare unitarietà a più antiche case medievali, in questo caso tre, di proprietà dei Tanagli (o Tanaglia). Mantenutosi di questa famiglia fino ai primi del Seicento è stato successivamente dei Dal Borro e quindi dei Gianfigliazzi e degli Uzzelli Nunes Vais, fino a essere venduto a una società nel 1988.
Oltre al portone è una elegante cancellata del tardo Ottocento dalla quale si ha un suggestivo scorcio della piccola corte interna con, sul fondo, resti di affreschi giovanili di Baldassarre Franceschini detto il Volterrano che comprendono un grande stemma accollato Medici-della Rovere con il motto "Per queste, con queste" (descritto dettagliatamente ed elogiato da Filippo Baldinucci che lo dice commissionato dal marchese Alessandro dal Borro, "generale delle armi di Toscana", in onore dei granduchi Ferdinando II e Vittoria della Rovere).
Negli interni del primo piano la letteratura segnala diverse sale con stucchi e affreschi seicenteschi. Vista la storia, la nobiltà dell'edificio e la cura con cui è mantenuto, stonano le due aperture in facciata, forse dei primi del Novecento, e l'altra, di carattere sette ottocentesco, che immette in un ingresso laterale, forse in origine una rimessa.

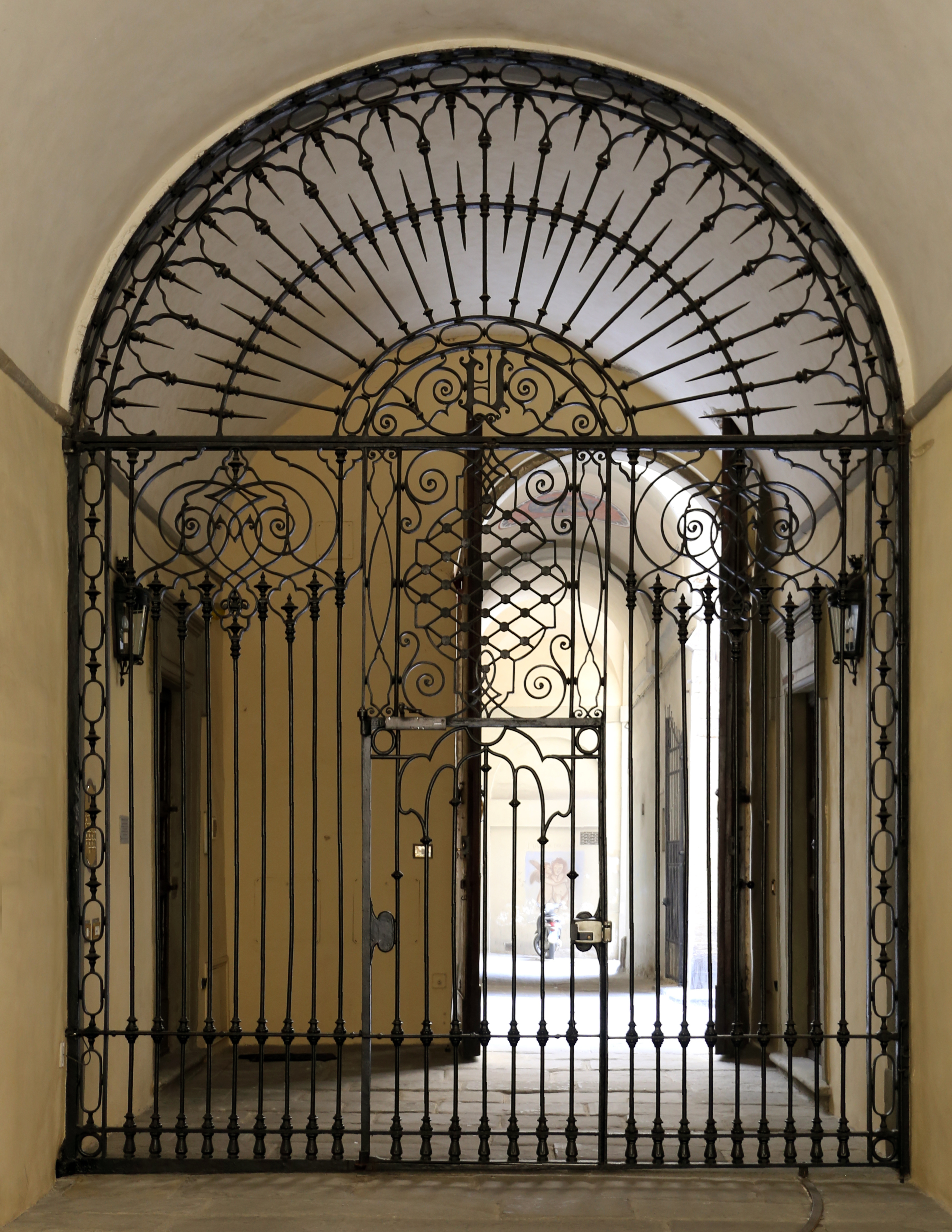
La cancellata

Nel 1959-1960 la facciata dell'edificio è stata sottoposta a restauro, con ricostruzione, in malta di cemento, di molte cornici in pietra, cadute o consunte. Con l'acquisto fattone dalla società Rospar l'edificio è stato interessato da complessi lavori di restauro iniziati nel 1995 e che, con alterne vicende, si sono protratti fino al 2001, su progetto dell'architetto Daniele Talozzi e successiva progettazione esecutiva e direzione dei lavori dell'architetto Marco Forcelli e quindi dell'architetto Marco Sacco. Al 2002-2003 si segnalano ulteriori interventi di completamento.
In relazione alla sua posizione davanti alla memoria del miracolo di san Zanobi (sul palazzo dei Visacci in borgo Albizi 18), nel repertorio di Bargellini e Guarnieri si ricorda come, "una volta, il 25 maggio, festa di San Zanobi, la famiglia Tanagli faceva un addobbo, consistente in un dipinto raffigurante il miracolo, dentro un tabernacolo con un ricco candelabro".
Il palazzo appare nell'elenco redatto nel 1901 dalla Direzione Generale delle Antichità e Belle Arti, quale edificio monumentale da considerare patrimonio artistico nazionale, ed è sottoposto a vincolo architettonico dal 1914.

## Bibliografia

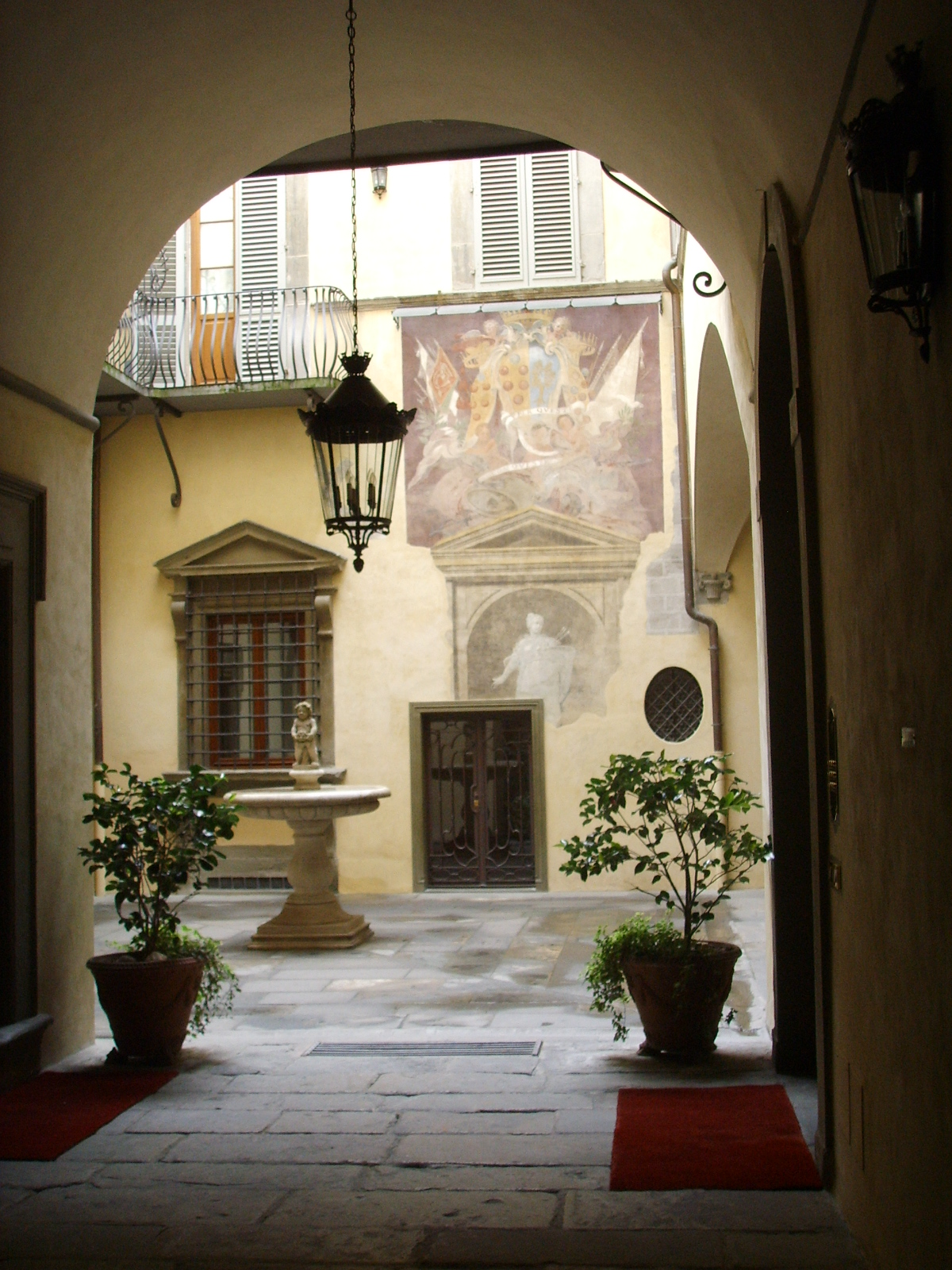
Il cortile